# Femke Verschueren
Femke Verschueren (Morkhoven, 8 mei 2000), is een Vlaams actrice en zangeres.

## Biografie
Femke vertegenwoordigde België op het Junior Eurovisiesongfestival 2011 in Jerevan, Armenië. Ze won Junior Eurosong 2011, de nationale preselectie, op 30 september 2011, met het nummer Een kusje meer. Op het festival behaalde ze de zevende plaats met 64 punten.
Femkes zus, Ymke Verschueren, nam deel aan Junior Eurosong 2010. Zij haalde ook de finale, maar won die niet.
In 2016 bracht Verschueren twee liedjes uit, Vrij en Ik wacht, waarvan het tweede ook in het Frans verscheen als Jusqu’à la fin. Voor die vertaling werkte ze samen met haar zus. Op 2 december 2022 bracht ze de single met bijhorende videoclip Nacht uit. Ze schreef een strijdlied voor alle vrouwen en iedereen die zich onveilig voelt alleen thuis of op straat.
Naast haar zangcarrière, studeert Femke aan de Universiteit Antwerpen de richting fundamentele wiskunde.
In 2021 speelde ze Elke Gevaert in de VTM-telenovelle Lisa. Hierin zong ze het zelfgeschreven nummer Hoe ken jij mij?, dat ze nadien op single uitbracht.
In het najaar van 2022 was ze ook te zien als Jax in de musical Kamp Delta, een productie van 'The singing factory'.
Van september 2023 tot januari 2024 speelde ze de vrouwelijke hoofdrol in musical Red Star Line van Studio 100 afwisselend met Lotte Stevens en Ianthe Tavernier. Vanaf eind augustus zal ze te zien zijn in het ensemble van 14-18 van Studio 100 alsook als understudy voor de rol van Anna.
In de zomer van 2025 stond ze in de voorstelling Sense op het festival Fringe in Edinburgh. Later toert ze met dezelfde voorstelling (in het Nederlands: Lichtgevoelig) doorheen Vlaanderen.

## Tv-werk
- Marble Mania (2022) - als zichzelf
- Lisa (2021-2023) - als Zoë Danton/Elke Gevaert

## Songs
- Vrij (2016)
- Ik wacht (2016)
- Hoe ken jij mij? (2021)
- Nacht (2022)
- 7 op 7 (2023)
- Marionet (2023)

2003: X!NK · 
2004: Free Spirits · 
2005: Lindsay · 
2006: Thor! · 
2007: Trust · 
2008: Oliver · 
2009: Laura · 
2010: Jill & Lauren · 
2011: Femke · 
2012: Fabian